# Birken (Morsbach)
Birken ist ein Ortsteil von Morsbach im Oberbergischen Kreis im südlichen Nordrhein-Westfalen innerhalb des Regierungsbezirks Köln.

## Lage und Beschreibung
In ländlicher, waldreicher Umgebung liegt Birken am südlichsten Zipfel des Oberbergischen Kreises. Die Städte Gummersbach (38 km), Siegen (50 km) sowie Köln (75 km) sind rasch zu erreichen.
Benachbarte Birkener Ortsteile sind Niederellingern im Norden, Seifen im Osten, Morsbach im Süden und Hahn im Westen.

## Geschichte

### Erstnennung
1439 wurde der Ort das erste Mal urkundlich erwähnt, und zwar „Johan v. Birk wird genannt in den Akten über Gebrechen (in mittelhochdeutscher Zeit bis etwa 1450 Verwendung in der Bedeutung "brechen, mit Gewalt dringen, ein Verbrechen begehen") Berg-Homburg im Kirchspiel Morsbach.“ 
Die Schreibweise der Erstnennung war Birk.